# Hrvatsko kazalište Pečuh
Hrvatsko kazalište Pečuh (mađ. Pécsi Horvát Színház) je hrvatska profesionalna kazališna ustanova iz mađarskog grada Pečuha.

## Osnovni podatci
Nalazi se na adresi Anna utca 17 (Anina ulica
), Pečuh.
Prva je hrvatska manjinska ustanova u Republici Mađarskoj koja je utemeljena samoinicijativno, bez upletanja političkih ustanova. 
Antun Vidaković je utemeljitelj i organizator ove ustanove, čiji je višegodišnji rad i ustrajna borba za dobivanje hrv. kazališta u političkim ustanovama Republike Mađarske i najviše zaslužan za konačno pokretanje Hrvatskog kazališta. U toj njegovoj borbi su mu se pridružili i hrvatski intelektualci iz Mađarske (Ivica Đurok, Filakovići (stariji i mlađi), Mišo Balaž, Đuro Franković...), ali i sami Mađari, vodeći mađarski intelektualci i umjetnici (Zoltan Bachmann, János Erdős, László Bükkösdi...), čiji su glasovi i pretegli kod gradskih vlasti u Pečuhu.
Prva premijerna predstava, koja je izvedena u sklopu HK u Pečuhu je bilo Kraljevo Miroslava Krleže. Predstava je bila izvedena 1990. U punom smislu, ovo kazalište postoji od 1998.

## Poznati suradnici
Suradnici su Hrvati, ali Hrvatsko kazalište u Pečuhu ima i Mađare za suradnike.
- Velimir Čokljat
- Stipan Đurić
- Damir Lončar
- Jozo Matorić
- Vlasta Ramljak
- Slaven Vidaković
- Stjepan Filaković, redatelj
- László Bogassy
- Slaven Vidaković

## Manifestacije
Od 2002. godine održavaju se Ljetne igre.